# Purnacz
Purnacz (ros. Пурнач) – rzeka w północno-zachodniej Rosji, w obwodzie murmańskim, we wschodniej części Półwyspu Kolskiego, prawy dopływ rzeki Ponoj. Ma 137 km długości, a jej dorzecze zajmuje powierzchnię 1600 km². Rzeka wypływa z jeziora Purnacz (zwanego też Purnaczskoje) na wysokości 214 m n.p.m. Początkowo płynie po zabagnionym terenie w kierunku południowo-wschodnim. W środkowym biegu skręca w kierunku północno-wschodnim i wpada do wąskiej doliny, którą płynie aż do swojego ujścia. W środkowym i dolnym biegu tworzy liczne progi. Wpada do rzeki Ponoj na wysokości 104 m n.p.m.. Głównymi dopływami są potoki: Romanow, Głucharinyj, Kustarnikowyj, Biełyj, Sigow, Zapadnaja Tandra, Wostocznaja Tandra, Bieszenyj, Woronij, Kamienistyj, Sarafannyj (lewe) oraz Wiłmuaj, Skalnyj, Spornyj (prawe).